# José de Murga y Reolid
José de Murga y Reolid (Madrid, 13 de febrero de 1833 - Madrid, 9 de abril de 1902), I marqués de Linares y I vizconde de Llanteno, fue un destacado aristócrata español del siglo XIX, político, benefactor y gran fortuna del país. A principios de 1990, su nombre volvería a estar de actualidad debido al revuelo que causaron los fenómenos paranormales que supuestamente tenían lugar en la que fue su casa, el madrileño Palacio de Linares. 

## Biografía

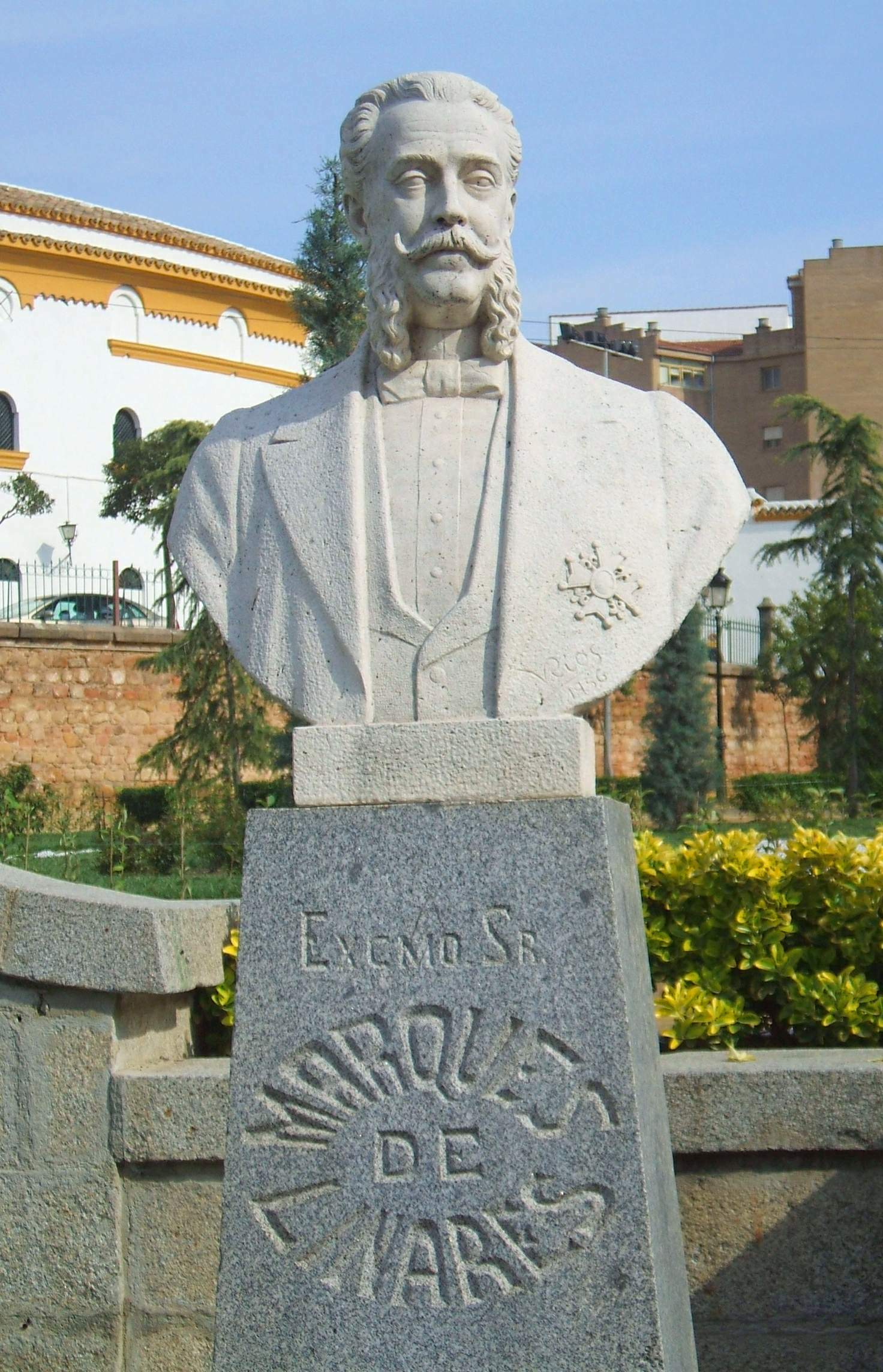
Monumento a José de Murga y Reolid en Linares

### Nacimiento, infancia y juventud
José de Murga y Reolid nació en Madrid, en 1833, en el seno de una familia vasca que había cosechado una inmensa fortuna con sus negocios en Cuba y con el auge de los ferrocarriles. Fue hijo segundogénito del financiero Mateo de Murga y Michelena y de su esposa, Margarita Reolid y Gómez. Pasó su infancia y juventud entre Madrid, Alemania, Francia y Londres, donde, junto con su hermano Joaquín, recibió una completa educación humanística, burguesa y liberal. Las muertes de sus padres, ocurridas en 1857, y la de sus dos hermanos, Joaquín y Eduardo, ocurridas en marzo y noviembre de 1858 respectivamente, contribuyeron a que toda la fortuna de la familia Murga recayese en sus manos, convirtiéndole así en uno de los hombres más ricos de España.

### Matrimonio
En junio de 1858, José contrajo matrimonio con Raimunda de Osorio y Ortega, hija de Benita Ortega y Arregui y padre desconocido. A pesar de las leyendas que han rodeado a la pareja y que hablan de un matrimonio entre medio hermanos, bulas papales y una hija emparedada para salvaguardar el buen nombre de la casa, el matrimonio no tuvo hijos oficialmente reconocidos aparte de un par de ahijadas, entre ellas, Raimunda Avecilla y Aguado, hija del abogado del marqués, Federico Avecilla y Delgado y de Raimunda Aguado y Cabañas, que tras la muerte de sus padrinos heredaría una gran mayoría de los bienes y la fortuna de éstos y se casaría con Felipe Padierna de Villapadierna y Erice, II conde de Villapadierna.

### Marquesado de Linares y vizcondado de Llanteno

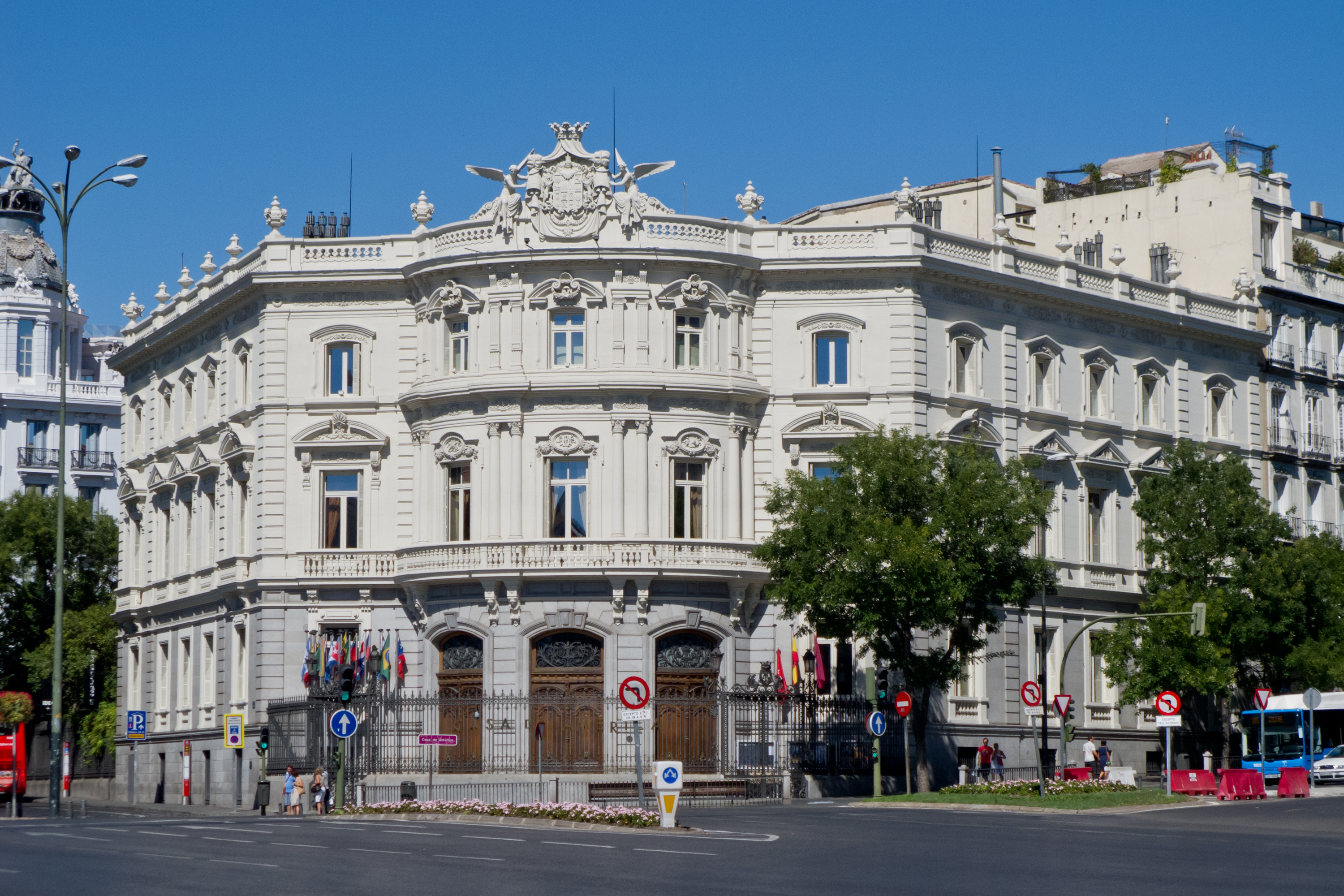
El Palacio de Linares, en Madrid.

El 11 de febrero de 1873, Amadeo I decide obsequiar a José por su fidelidad a la nueva Familia Real y le convierte en I marqués de Linares y en I vizconde de Llanteno, por decreto del 21 de octubre de 1872 y por carta del 11 de febrero de 1873, día en que se declara la Primera República Española. Es en este año cuando se adquieren los terrenos donde se construiría la futura residencia de los marqueses, el conocido Palacio de Linares.
Durante este periodo, el marqués de Linares, al igual que otros conocidos aristócratas como José de Salamanca y Mayol o Amalia de Llano y Dotres, contribuye con una gran suma de dinero a la Restauración de Alfonso XII, hecho que se da finalmente en 1874. 
Tras el fallecimiento del marqués, el marquesado de Linares fue heredado por un sobrino segundo, Antonio Martín y Nebot, nieto de Josefa de Murga y Michelena, una de las hermanas del padre del marqués. El vizcondado de Llanteno, por otra parte, revirtió a la Corona y fue rehabilitado por Alfonso XIII de España en 1912 a favor de Eduardo de Murga y Goicoechea, primo del marqués, hijo de un hermano de su padre, Baldomero de Murga y Michelena.

### Vida política y obras de caridad
El marqués de Linares desarrolló una prolífica vida política. En 1876, fue nombrado senador del Reino por la provincia de Segovia, cargo que desempeñó durante varios años. Además, los marqueses decidieron dedicar gran parte de su fortuna a las obras pías. Tanto es así que fundaron diversas casas de caridad tanto en Madrid como en Linares, desde las que la propia marquesa gestionaba ayudas, limosnas, socorros y pensiones a las familias más pobres y desamparadas.

### Fallecimiento y entierro

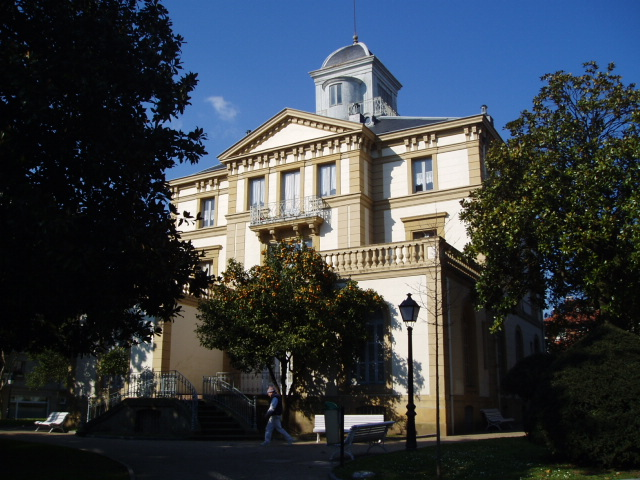
El Palacete Villa Munda, en Zarauz.

Tras la muerte de su esposa Raimunda, ocurrida el 28 de octubre de 1901 en Madrid, José la sobreviviría apenas cinco meses, falleciendo el 9 de abril de 1902 en su palacio, a los 69 años de edad. Según las crónicas de la época, murió de una grave afección pulmonar, aunque según las malas lenguas, fue un disparo de escopeta realizado por él mismo lo que terminó con su vida.
El apresurado testamento ológrafo que el marqués de Linares había otorgado la noche del día 31 de diciembre de 1901 declaraba la falta de hijos en el matrimonio y la imposibilidad para tenerlos. Así, José nombraba como heredera a su ahijada Raimunda, legándole entre otras cosas su residencia principal, el famoso Palacio de Linares de Madrid, su palacete de veraneo Villa Munda en Zarauz, sus carruajes y caballos, numerosos pisos en el centro de Madrid, una fonda en Aragón, así como una importante suma de valores y dinero. El resto de su fortuna se repartió entre los herederos de sus títulos, varios primos y amigos y la Institución de Caridad de los Marqueses de Linares que, a día de hoy, sigue vigente, y que cuenta entre sus patronos al cardenal-arzobispo de Madrid o al gobernador del Banco de España.

### Hospital de los Marqueses de Linares

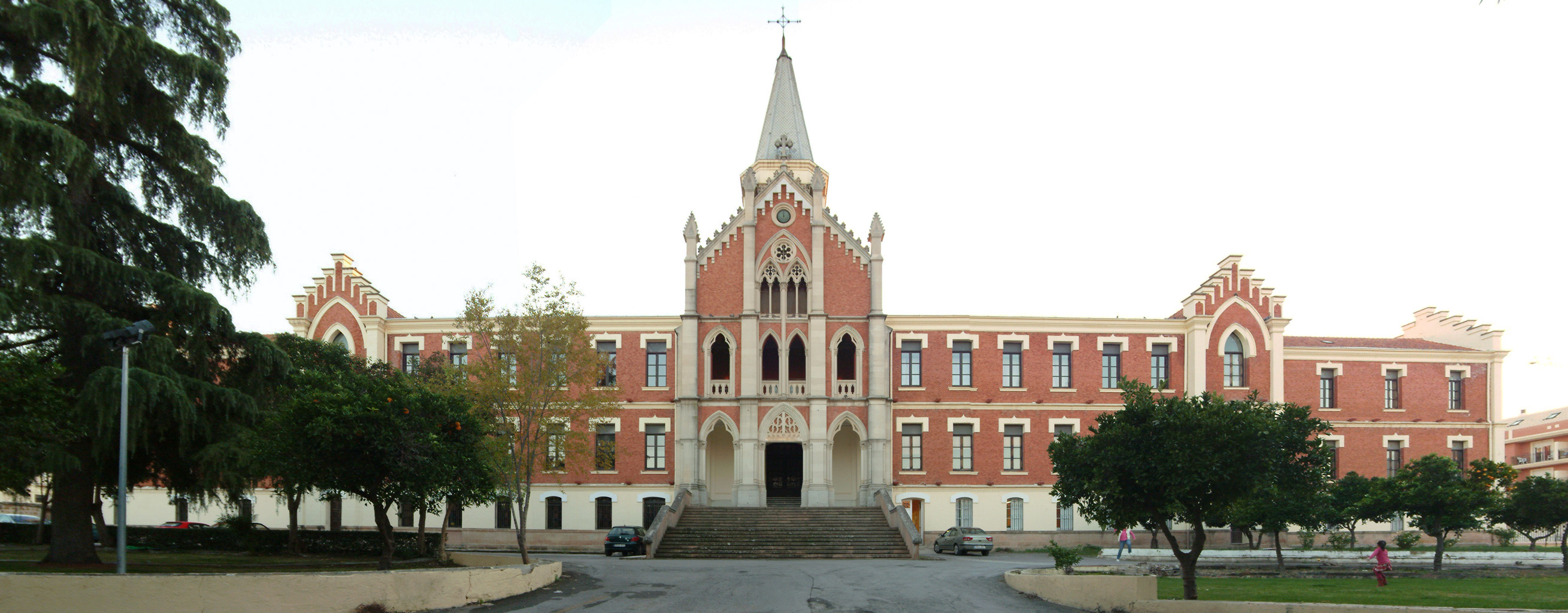
Hospital de los Marqueses de Linares

El marqués había dejado escrito en su testamento que tanto él como su esposa debían descansar en una cripta del Hospital de San José y San Raimundo de Linares, que se fundaría tras su muerte por disposición testamentaria. Sin embargo, dado que el Hospital no fue inaugurado hasta 1917, el 13 de abril de 1902 se le enterró primeramente en su panteón familiar, en el Cementerio de la Sacramental de San Justo de Madrid, y años después, en mayo de 1918, sus restos fueron trasladados junto con los de su esposa, Raimunda, a la Cripta del Hospital de San José y San Raimundo de Linares.

## Leyenda
Una turbia leyenda persigue a José y Raimunda, y al palacio que levantaron en Madrid. Según la rumorología madrileña, el palacio de Linares encerraría los fantasmas de los primeros marqueses de Linares, así como el de una niña, su supuesta hija. Siguiendo esta leyenda, José le habría confesado a su padre, el rico comercial Mateo de Murga y Michelena, haberse enamorado de una muchacha humilde, Raimunda, supuestamente hija de una cigarrera del barrio de Lavapiés. Al conocer su padre el nombre de la joven, horrorizado, habría mandado a su hijo a estudiar a Londres, con el fin de hacerle olvidar tal amor de juventud. La razón de su espanto vendría dada por el hecho de que esa muchacha humilde habría sido fruto del amor extramatrimonial del propio Mateo con la madre de esta, y por tanto, ambos enamorados serían hermanos de padre. 
La leyenda continúa situando a Mateo recientemente muerto y a los jóvenes recién casados. En tal situación habría encontrado José una carta de su padre dirigida a él en la que le explicaba las razones de su oposición a tal relación. José y Raimunda, conscientes del pecado incestuoso que habrían cometido, se habrían dirigido al Papa Pío IX, quien finalmente les habría otorgado una bula papal denominada Casti convivere, esto es, vivir juntos pero en castidad. Sin embargo, el amor que se profesaban les habría hecho pasar por alto su relación de medio hermanos y habrían engendrado una hija, a la que habrían asesinado siendo niña para evitar un gran escándalo. Tal hija, Raimundita, habría sido emparedada o ahogada, y enterrada en el propio palacio y, según tal leyenda, hoy en día, seguiría su espíritu paseándose por los grandes salones del viejo palacio cantando canciones infantiles y llamando a sus padres. A pesar de que durante años no se han podido encontrar pruebas históricas que demuestren que los marqueses eran hermanos de padre y que tuvieran ninguna clase de descendencia, el trabajo de la historiadora Carmen Maceiras Rey, El secreto de Raimunda, la marquesa de Linares (2009), pareció demostrar lo contrario.